# Jayme Tiomno
Jayme Tiomno (né le 16 avril 1920 à Rio de Janeiro – mort le 12 janvier 2011 dans la même ville) est un physicien brésilien s'intéressant aux domaines de la physique des particules et de la relativité générale. Membre de l'Académie brésilienne des sciences et récipiendaire de l'ordre brésilien du mérite scientifique (en), il est le fondateur du centre brésilien de recherches physiques et une personnalité clé dans la création de la société brésilienne de physique (en).